# Coiful de la Benty Grange
Coiful de la Benty Grange este un coif anglo-saxon din secolul al VII-lea d.Hr., decorată cu un mistreț pe creastă⁠(d). din secolul al VII-lea d.Hr. A fost descoperită în 1848 de Thomas Bateman⁠(d), în timpul unei săpături efectuate într-un tumul de pe terenul fermei Benty Grange⁠(d) din Monyash⁠(d), în vestul comitatului Derbyshire. Mormântul fusese probabil jefuit înainte de săpătura lui Bateman, dar încă mai conținea obiecte de statut înalt, sugerând un mormânt bogat mobilat, cum ar fi rămășițele fragmentare ale unui bol suspendat⁠(d). Coiful este expus acum la Muzeul Weston Park⁠(d) din Sheffield, care a fost achiziționat din patrimoniul lui Bateman în 1893.
Coiful a fost construit prin acoperirea unui schelet din fier cu plăci de corn la exterior și cu material textil sau piele la interior; materialele organice s-au degradat între timp. Acesta oferea o anumită protecție împotriva armelor, dar era și ornamentat, putând avea și un scop ceremonial. A fost primul coif anglo-saxon descoperit, fiind urmat de alte cinci: Sutton Hoo (1939)⁠(d), Coppergate (1982)⁠(d), Wollaston (1997)⁠(d), Shorwell (2004)⁠(d) și Staffordshire (2009)⁠(d). Coiful se remarcă prin combinația unică de trăsături structurale și tehnice, deși caracteristicile individuale au paralele contemporane. Este clasificat drept unul dintre „coifurile cu creastă” folosite în Europa de Nord între secolele al VI-lea și al XI-lea d.Hr.
Cea mai impresionantă caracteristică a coifului este mistrețul de pe creasta sa; acest simbol păgân se află față în față cu o cruce creștină pe nasul coifului⁠(d), într-o demonstrație de sincretism. Aceasta reflectă situația Angliei secolului al VII-lea, când misionarii creștini începeau să convertească anglo-saxonii de la păgânismul germanic⁠(d) tradițional. Coiful pare să arate o preferință mai puternică pentru păgânism, având un mistreț mare și o cruce mică. Crucea ar fi putut fi adăugată ca talisman, orice ajutor divin fiind binevenit pe câmpul de luptă. Mistrețul de pe creastă⁠(d) era, de asemenea, asociat cu protecția și sugerează o perioadă în care coifurile cu creastă în formă de mistreț erau comune, așa cum indică și coiful de la Wollaston sau mistrețul de la Guilden Morden⁠(d). Epopeea contemporană Beowulf menționează astfel de coifuri de cinci ori și vorbește despre puterea oamenilor „când sabia cu mâner, cu tăiș forjat și lamă strălucitoare îmbibată în sânge, reteză creasta mistrețului de pe coif”.

## Descriere

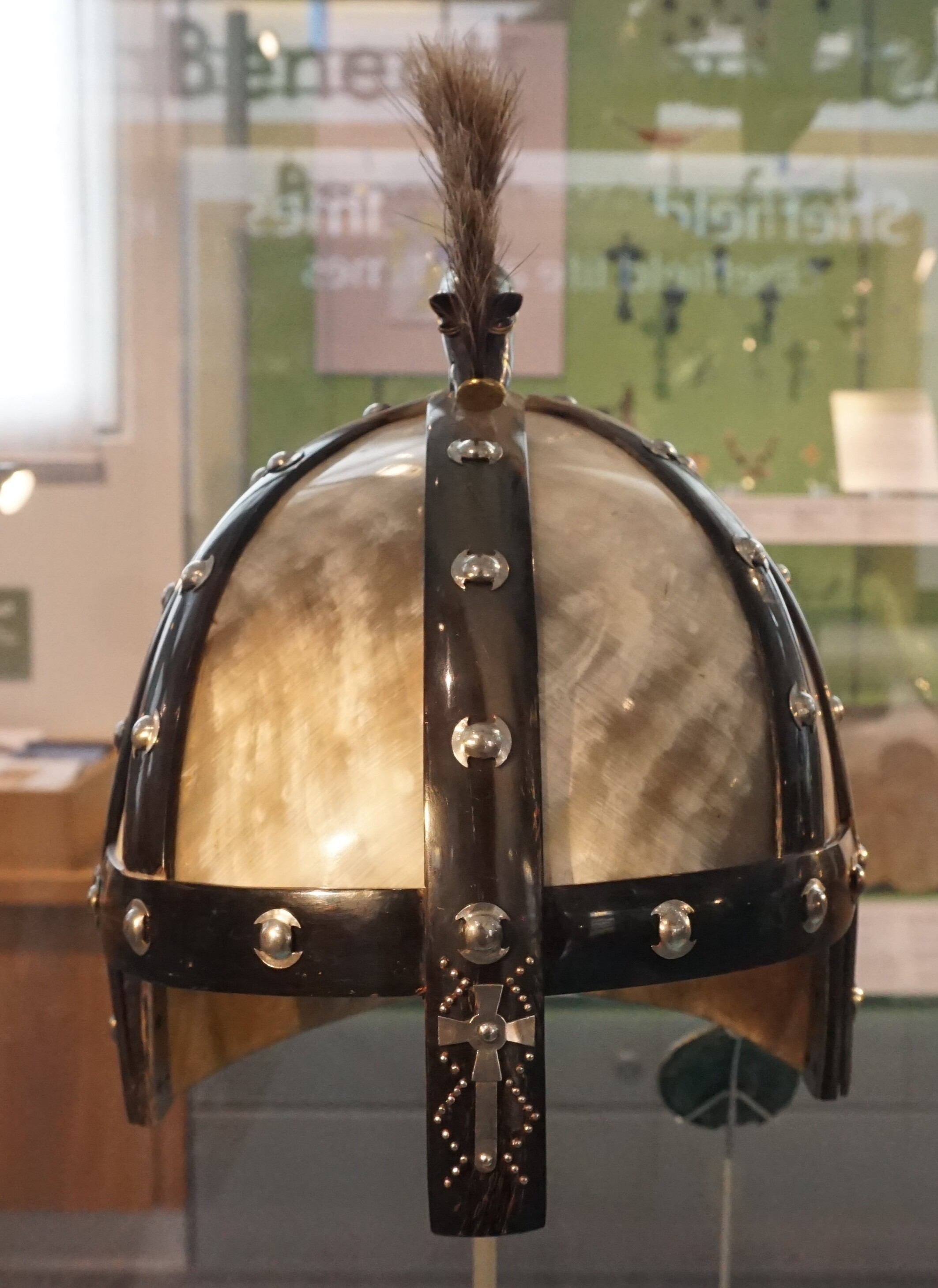
Replica coifului de la Benty Grange la Muzeul Weston Park din Sheffield

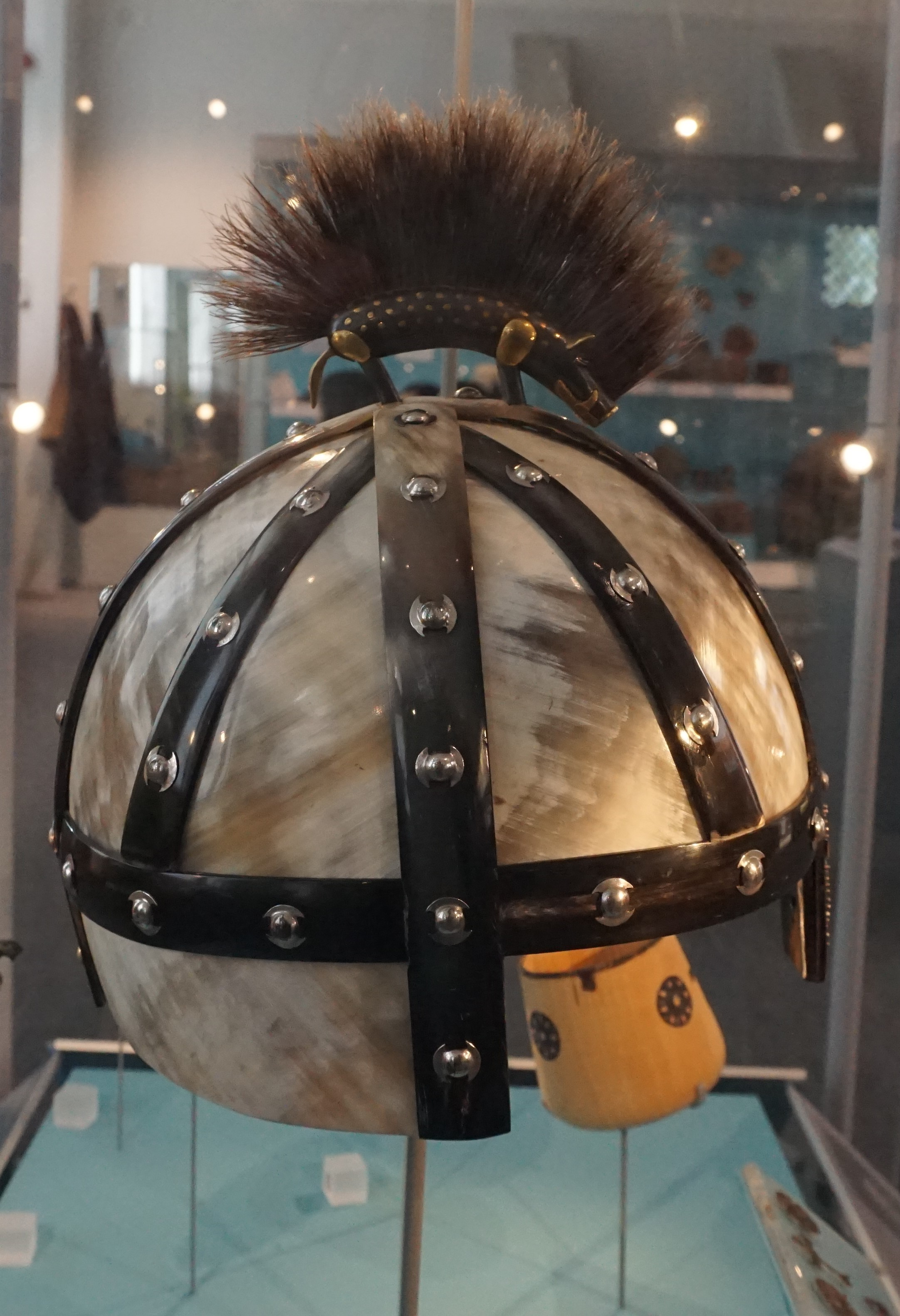
Vedere laterală a replicii

Coiful de la Benty Grange a fost realizat prin acoperirea unui cadru de fier cu corn. Probabil cântărea aproximativ 1,4 kg (3,1 lb), greutatea replicii din 1986 de la Muzeul Weston Park. Cadrul, care acum constă din șaisprezece fragmente corodate, era inițial format din șapte benzi de fier, fiecare având între 1 și 2 milimetri grosime. O bandă frontală, de 65 cm (26 in) lungime și 2,5 cm (1,0 in) lățime, înconjura capul. Două benzi de aceeași lățime mergeau de la față spre spate și de la o parte la alta. Banda de la nas la ceafă, de 40 cm (16 in) lungime, se extindea cu 4,75 cm (1,87 in) în față și 3,8 cm (1,5 in) în spate; extensia de la nas era dreaptă, în timp ce extensia din spate era curbată spre interior pentru a se potrivi cefei purtătorului. Banda laterală mergea de la o ureche la alta; ambele capete sunt rupte ușor sub banda frontală, dar probabil se extindeau mai departe ca parte a unei protecții pentru obraz sau ureche. Aceasta era atașată la exteriorul părții drepte⁠(d) (dreapta purtătorului) a benzii frontale, la interiorul părții stângi⁠(d) (stânga purtătorului) și la exteriorul benzii de la nas la ceafă. Cele patru cadrane create de această configurație erau subdivizate fiecare printr-o bandă suplimentară de fier mai îngustă, dintre care doar una mai există acum. Fiecare bandă suplimentară era atașată la exteriorul benzii frontale, la 7 cm (2,8 in) de centrul benzii laterale. Aici aveau o lățime de 22 mm (0,87 in) și, îngustându-se până la 15 mm (0,59 in), se ridicau într-un unghi de 70° către banda laterală, pe care o suprapuneau la un unghi de 50°, chiar sub creastă. Interiorul coifului era cel mai probabil căptușit inițial cu piele sau material textil, care s-au degradat între timp.
Opt plăci de corn, probabil înmuiate și modelate, provenind din bovine, au fost tăiate pentru a se potrivi celor opt spații create de cadrul de fier. Niciun corn nu a supraviețuit, dar urmele mineralizate pe benzile de fier păstrează modelul fibrelor. Plăcile erau montate peste fier, astfel încât să-l ascundă, și se îmbinau la centrul fiecărei benzi. Îmbinările erau acoperite cu alte bucăți de corn tăiate pe lățimea benzilor de fier și plasate deasupra. Cele trei straturi – fier la bază, urmat de două straturi de corn – erau unite printr-o succesiune de nituri: nituri de fier plasate din interiorul coifului și nituri din argint sau placate cu argint, cu capete ornamentale în formă de topor dublu, plasate din exterior, la distanță de 4 cm (1,6 in). Urmele de corn de pe extensia din spate a benzii de la nas la ceafă și de pe banda frontală sugerează că materialul a fost folosit și pentru o protecție pentru ceafă. Aceste urme sugerează că bucăți de corn, care se extindeau 5 cm (2,0 in) din centrul benzii frontale până la baza benzii din spate, s-ar fi întâlnit cu fiecare extensie a benzii laterale la un unghi de 5°, ajungând la 6,4 cm (2,5 in) de centrul benzii frontale.
Pe lângă elementele estetice incluse în construcția de bază a coifului, două caracteristici adaugă un decor suplimentar: o cruce pe nas⁠(d) și un mistreț pe creastă. Crucea de argint are 3,9 cm (1,5 in) lungime și 2 cm (0,8 in) lățime și constă din două părți. O bandă de argint a fost adăugată dedesubt, prelungind ceea ce era inițial o cruce cu brațe egale. Aceasta a fost plasată deasupra unui strat de corn și atașată la coif cu două nituri, unul la intersecția brațelor și altul la bază. În jurul crucii, într-un model zigzag, se află douăzeci și nouă de nituri de argint, dintr-un total sugerat de patruzeci, care probabil au fost introduse în mici găuri forate în corn.
Cea mai distinctivă trăsătură a coifului de la Benty Grange este mistrețul său, fixat pe vârful coifului. Miezul corpului este format din două bucăți de tuburi goale de bronz cu secțiunea în formă de D, cu laturile plate la o distanță de aproximativ 2 mm (0,08 in). Spațiul dintre cele două jumătăți a fost umplut cu o substanță, probabil corn sau metal, care acum s-a dezintegrat; probabil s-a proiectat în sus, formând coama sau spinarea mistrețului, sau, așa cum a fost interpretat pe replică, a creat o adâncitură în care putea încăpea o coamă de păr de mistreț real. Pe fiecare parte a miezului de bronz a fost fixată o placă de fier, formând exteriorul vizibil al mistrețului. Patru plăci în formă de pară - din argint aurit - tăiate și limate din argint roman, după cum reiese din desenul unei frunze clasice de pe reversul plăcii din stânga față și din semnele de limare de pe obvers - acționau ca șolduri, prin care treceau două nituri de argint, unul peste altul, la fiecare capăt. Aceste nituri țineau împreună cele cinci straturi ale mistrețului și erau sudate de plăci. În corpul mistrețului au fost plasate găuri, probabil perforate, care țineau știfturi circulare de argint cu diametrul de aproximativ 1,5 mm (0,06 in). Cuișoarele, probabil la același nivel cu suprafața corpului, au fost șlefuite și aurite și este posibil să fi fost destinate să reprezinte perii aurii. Ochii erau formați din 5 mm (0,20 in) de granaturi ovale lungi și ascuțite, așezate în socluri de aur cu margini de sârmă din filigran. Soclurile aveau 8 mm (0,31 in) lungime pe 3,5 mm (0,14 in) lățime și aveau 8 mm (0,31 in) de tije lungi, umplute cu ceară de albine, înfipte în cap. Bucăți individuale de bronz aurit par să fi format coada, colții, botul, maxilarul și urechile mistrețului, dar acum au rămas puține urme ale acestora. Două seturi de picioare de fier - probabil solide inițial, dar devenite goale prin coroziune - au fixat corpul de o placă eliptică de bronz; ambele seturi înfățișează picioarele din față, îndoite în față fără a ține seama de diferențele anatomice dintre membrele anterioare și posterioare ale mistrețului. Placa eliptică are 9 cm (3,5 in) lungime și o lățime maximă de 1,9 cm (0,75 in), și se potrivește cu curbura coifului. Patru orificii indică punctele de fixare pentru picioare și alte trei au conectat placa la cadrul coifului, în plus față de o gaură mare de nit ușor în spatele centrului. Placa era probabil fixată direct pe cadru, picioarele trecând prin orificii în corn.

## Funcție
Coiful de la Benty Grange ar fi oferit o anumită protecție dacă era purtată în luptă și ar fi indicat statutul purtătorului. După cum arată replica din Weston Park, ar fi fost inițial un obiect impresionant, și ar fi putut fi destinat utilizării ceremoniale. Experimentele care au folosit o machetă a replicii au arătat, de asemenea, că coiful ar fi rezistat loviturilor cu un topor, care a deteriorat cornul fără a-l rupe complet. Săgețile și sulițele au străpuns cornul, dar au străpuns și căștile moderne din fibră de sticlă și căștile de protecție.
Coifurile erau rare în Anglia anglo-saxonă, iar coiful de la Benty Grange, atât prin bogăția, cât și prin raritatea sa, semnifică statutul înalt al proprietarului său. O astfel de protecție pare să fi făcut parte din armura celor bogați. În epopeea contemporană Beowulf, un poem despre regi și nobili, acestea sunt relativ comune, în timp ce mormintele cu coifuri Vendel⁠(d) și Valsgärde⁠(d) din aceeași perioadă din Suedia, considerate a fi înmormântările unor non-regali bogați, sugerează că coifurile nu erau destinate exclusiv elitei. Cu toate acestea, mii de morminte anglo-saxone mobilate au fost excavate de la începutul secolului al XIX-lea, iar coifurile rămân rare; acest lucru poate reflecta parțial ratele scăzute de supraviețuire sau chiar recunoaștere a artefactelor, dar raritatea lor extremă indică faptul că nu au fost niciodată depozitate în număr mare.

## Descoperire

### Localizare

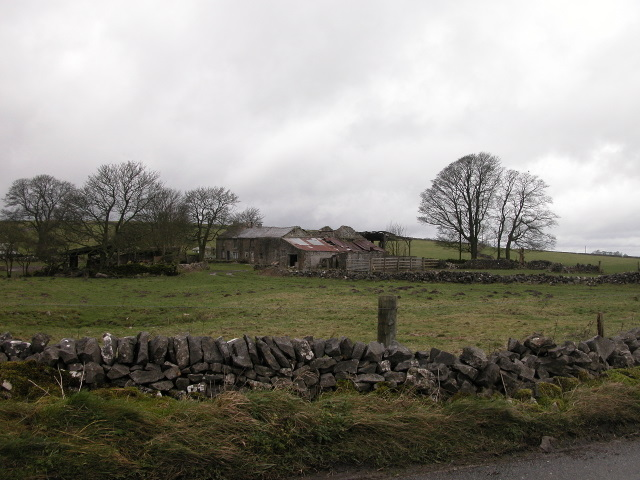
Ferma, lângă în Derbyshire Dales

Coiful a fost descoperit într-un tumul la ferma Benty Grange⁠(d) din Derbyshire, în ceea ce este acum Peak District⁠(d) National Park. Thomas Bateman, un arheolog și anticar care a condus săpăturile, a descris Benty Grange drept „o situație înaltă și sumbră”; tumulul său, care încă supraviețuiește, este situat proeminent lângă un drum roman important⁠(d), acum aproximativ paralel cu A515 în zonă, posibil pentru a afișa înmormântarea călătorilor care trec. Bârlogul este unul dintre mai multe tumuli din vecinătate și este posibil să fi fost proiectat pentru a împărți linia orizontului cu alte două monumente din apropiere, Arbor Low⁠(d).
Peak District din secolul al VII-lea a fost o mică provincie tampon între Mercia și Northumbria, ocupată, conform Tribal Hidage⁠(d), de anglo-saxonii Pecsæte⁠(d). Zona a intrat sub controlul regatului Mercia în jurul secolului al VIII-lea; Benty Grange și alte tumuli bogate sugerează că Pecsæte ar fi avut propria lor dinastie înainte, dar nu există dovezi scrise în acest sens.

### Excavare
Bateman a excavat tumulul pe 3 mai 1848. Deși nu a menționat acest lucru în relatarea sa, probabil că nu a fost prima persoană care a săpat mormântul. Faptul că obiectele au fost găsite în două grupuri de 6 picioare (1,8 m) separat și că alte obiecte care însoțesc în mod normal un coif, cum ar fi o sabie și un scut, erau absente, sugerează că mormântul fusese anterior jefuit. Având în vedere dimensiunea tumulului, o explicație alternativă (sau suplimentară) este că acesta conținea inițial două înmormântări, dintre care doar una a fost descoperită de Bateman.

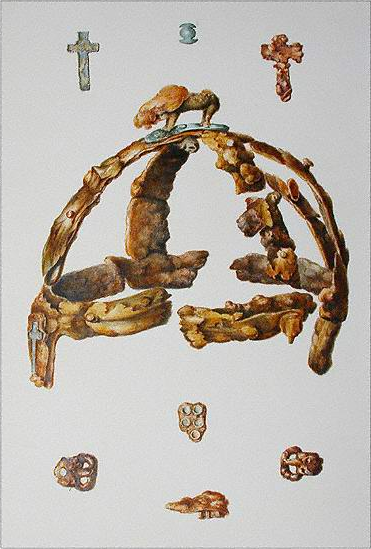
Acuarelă realizată de înfățișând coiful de la Benty Grange și descoperirile asociate

Bârlogul cuprinde o movilă centrală circulară de aproximativ 15 m (50 ft) în diametru și 0,6 m (2 ft) înălțime, un șanț înconjurător de aproximativ 1 m (3,3 ft) lățime și 0,3 m (1 ft) adâncime, și terasamente exterioare penanulare de aproximativ 3 m (10 ft) lățime și 0,2 m (0,66 ft) înălțime. Întreaga structură măsoară aproximativ 23 by 22 m (75 by 72 ft). Bateman a sugerat că un cadavru a fost așezat cândva în centrul său, pe suprafața originală a solului; ceea ce el a descris ca fiind singura rămășiță, fire de păr, este acum considerat a fi de la o mantie de blană, piele de vacă sau ceva similar. Obiectele recuperate au fost găsite în două grupuri. Un grup a fost găsit în zona presupusului fir de păr, celălalt aproximativ 6 ft (1,8 m) la vest. În prima zonă, Bateman a descris „un ansamblu curios de ornamente”, care au fost dificil de scos cu succes din pământul întărit. Aceasta includea o cupă identificată ca fiind din piele, dar probabil din lemn, cu un diametru de aproximativ 3 in (7,6 cm) la gură. Marginea sa era bordată cu argint, în timp ce suprafața sa era „decorată cu patru ornamente în formă de roată și două cruci de argint subțire, fixate cu ace din același metal, strânse în interior”. De asemenea, au fost găsite rămășițele a trei castroane suspendate,, precum și „un nod de sârmă foarte fină” și „os subțire ornamentat diferit cu romburi” atașat de mătase, dar care se descompunea repede când era expus la aer.
Aproximativ 6 ft (1,8 m) la vest de celelalte obiecte a fost găsită o masă amestecată de fierărie. Separată, această masă includea o colecție de lanțuri, o bucată de fier cu șase vârfuri care semăna cu o furcă și coiful. Așa cum a descris-o Bateman:
„Coiful a fost format din coaste de fier care porneau de la creștetul capului și erau acoperite cu plăci înguste de corn, care porneau în diagonală de la coaste, astfel încât să formeze un model de os de hering; capetele erau fixate cu benzi de corn, care porneau în același mod ca și coastele de fier, la care erau nituite la intervale de aproximativ un inch și jumătate: toate niturile aveau capete ornamentate din argint pe exterior, iar pe coasta din față se afla o cruce mică din același metal. Pe vârful sau coroana coifului se află o placă ovală alungită din alamă, pe care se află figura unui animal sculptat în fier, acum foarte ruginit, dar care reprezintă încă foarte bine un porc: are ochi din bronz. Există, de asemenea, multe decorațiuni mai mici, abundând în nituri, care au aparținut coifului, dar pe care este imposibil să le atribuim la locul lor, așa cum este și cazul unor catarame mici din fier.”
Bateman și-a încheiat relatarea despre săpături din 1849 menționând „natura deosebit de corozivă a solului”, despre care spunea în 1861 că „a fost în general cazul în tumuli din Derbyshire”. El a sugerat că acesta a fost rezultatul „amestecului sau temperării cu un lichid coroziv; rezultatul este prezența unor vene subțiri de ocru în pământ și descompunerea aproape a tuturor rămășițelor umane”. Prietenul lui Bateman Llewellynn Jewitt⁠(d), artist și anticar care îl însoțea frecvent pe Bateman la săpături, a pictat patru acuarele ale descoperirilor, părți din acestea fiind incluse în raportul lui Bateman din 1849. La fel ca și coiful, cele patru acuarele se află acum în colecția Weston Park Museum. A fost mai mult decât a produs Jewitt pentru oricare altă săpătură a sa, un semn al importanței pe care au atribuit-o gropii de la Benty Grange.
Coiful a intrat în colecția extinsă a lui Bateman, unde a stârnit interes. La 27 octombrie 1848, a raportat descoperirile sale, inclusiv coiful, cupa și castronul agățat, la o întâlnire a Asociația Arheologică Britanică, și în 1855 a fost catalogat împreună cu alte obiecte de la tumulul Benty Grange. În 1861, Bateman a murit la vârsta de 39 de ani, iar în 1876 fiul său, Thomas W. Bateman, a împrumutat obiectele la Sheffield. Ele au fost expuse la Weston Park Museum⁠(d) până în 1893, când muzeul a cumpărat obiecte, inclusiv coiful, de la familie; alte piese au fost dispersate în altă parte. În 2024, coiful rămâne în colecția muzeului. De la 8 noiembrie 1991 până la 8 martie 1992 s-a alăturat coiful Coppergate⁠(d) la British Museum pentru The Making of England: Anglo-Saxon Art and Culture, AD 600-900'.
Tumulul de la Benty Grange a fost desemnat monument programat pe 23 octombrie 1970. Intrarea pe listă menționează că „deși centrul [tumulul] Benty Grange a fost parțial deranjat de săpături, monumentul este în rest neperturbat și păstrează rămășițe arheologice semnificative.” Se menționează în continuare că săpăturile ulterioare ar putea furniza noi informații. Câmpurile din jur au fost desemnate sit de interes științific special în 2013 și sunt folosite în scopuri agricole. Ferma din apropiere a fost renovată între 2012 și 2014; din 2023 este folosită ca o cabană de vacanță.

### Conservare
În 1948, coiful a fost adus la British Museum pentru a fi curățat și studiat. Permisiunea de a efectua lucrarea fusese solicitată în anul precedent, când Rupert Bruce-Mitford⁠(d), recent întors din serviciul din Al Doilea Război Mondial în Royal Signals⁠(d) pentru un post de asistent custode la muzeu, a petrecut timp în Sheffield examinând bunuri funerare de la Benty Grange. O scrisoare din 1940 a lui T. D. Kendrick⁠(d) către tabăra militară a lui Bruce-Mitford îi atribuise poziția și responsabilitatea pentru descoperirile din Sutton Hoo⁠(d) - „Pregătește-te pentru această sarcină”, se încheia scrisoarea. La întoarcere, s-a apucat să studieze materialul de comparație; activitatea sa din 1947 a inclus excavarea mormântului Valsgärde 11 din Suedia, alături de Sune Lindqvist⁠(d), și călătoria la Sheffield, menită să pună în lumină coiful de la Sutton Hoo prin comparație cu singura altă cască anglo-saxonă cunoscută atunci. A fost obținută permisiunea curatorului și a administratorilor Muzeului Weston Park pentru lucrările propuse și, până în februarie 1948 - când, cu puțin timp înainte de centenarul săpăturilor, Bruce-Mitford l-a expus la Society of Antiquaries of London⁠(d) - coiful Benty Grange a fost adus la Londra.
Lucrările de la British Museum au fost supravegheate de custodele laboratorului de cercetare Harold Plenderleith⁠(d), care, în unele cazuri, în special în cazul mistrețului, a efectuat el însuși lucrările; Bruce-Mitford, atașatul tehnic și autoritatea în domeniul metalurgiei antice Herbert Maryon⁠(d) și arheologul și istoricul de artă Françoise Henry⁠(d) au contribuit suplimentar. În cei o sută de ani care au urmat expunerii sale la aer, coiful a continuat să se corodeze, iar anumite părți au devenit indiscernabile. Mistrețul era de nerecunoscut, iar niturile de argint și crucea erau aproape complet mascate. Un ac puternic a fost folosit pentru a îndepărta incrustațiile, dezvăluind caracteristicile de bază. În timpul acestui proces, mistrețul, considerat până atunci solid, s-a rupt în două. Bruce-Mitford a numit acest eveniment „norocos”, deoarece a dezvăluit structura internă a mistrețului. Frederic Charles Fraser⁠(d) a examinat rămășițele de corn de la Muzeul de Istorie Naturală și a efectuat experimente de înmuiere și modelare a cornului modern.

## Tipologie
Coiful de la Benty Grange este datat în prima jumătate a secolului al VII-lea d.Hr., pe baza construcției sale tehnice și a stilului decorativ.  Este una dintre cele șase coifuri anglo-saxone, la care se adaugă descoperirile ulterioare de la Sutton Hoo⁠(d), York⁠(d), Wollaston⁠(d), Shorwell⁠(d), și Staffordshire⁠(d). Toate acestea sunt, cu excepția coifului franc Shorwell, exemple de „coifuri cu creastă” cunoscute în Europa de Nord în secolele VI-XI d.Hr.  Astfel de coifuri se caracterizează prin creste proeminente și capace rotunjite, trăsături comune exemplului Benty Grange, și, cu excepția unui fragment din Epoca vikingilor găsit la Kiev, provin în mod uniform din Anglia sau Scandinavia; coifurile continentale contemporane erau în principal Spangenhelm⁠(d) sau Lamellenhelm⁠(d).
Forma finală a coifului este de neegalat printre coifurile anglo-saxone și cu creastă care au supraviețuit, deși caracteristicile individuale sunt comune. În timp ce alte coifuri anglo-saxone aveau de obicei benzi perpendiculare largi și patru plăci de umplutură, omologii lor suedezi de la Vendel și Valsgärde prezintă o utilizare similară a schelelor subțiri de fier.  Construcția complicată a mistrețului de la Benty Grange, care combină granat, filigran, aur, argint, fier și bronz, este unică printre obiectele ornamentale anglo-saxone, dar creasta generală a mistrețului este paralelă cu cea a mistreților de la Wollaston și de la Guilden Morden. O altă cască prezintă utilizarea cornului, dar este casca de tip spangenhelm a unui copil de rang înalt, descoperită în Köln.

## Iconografie

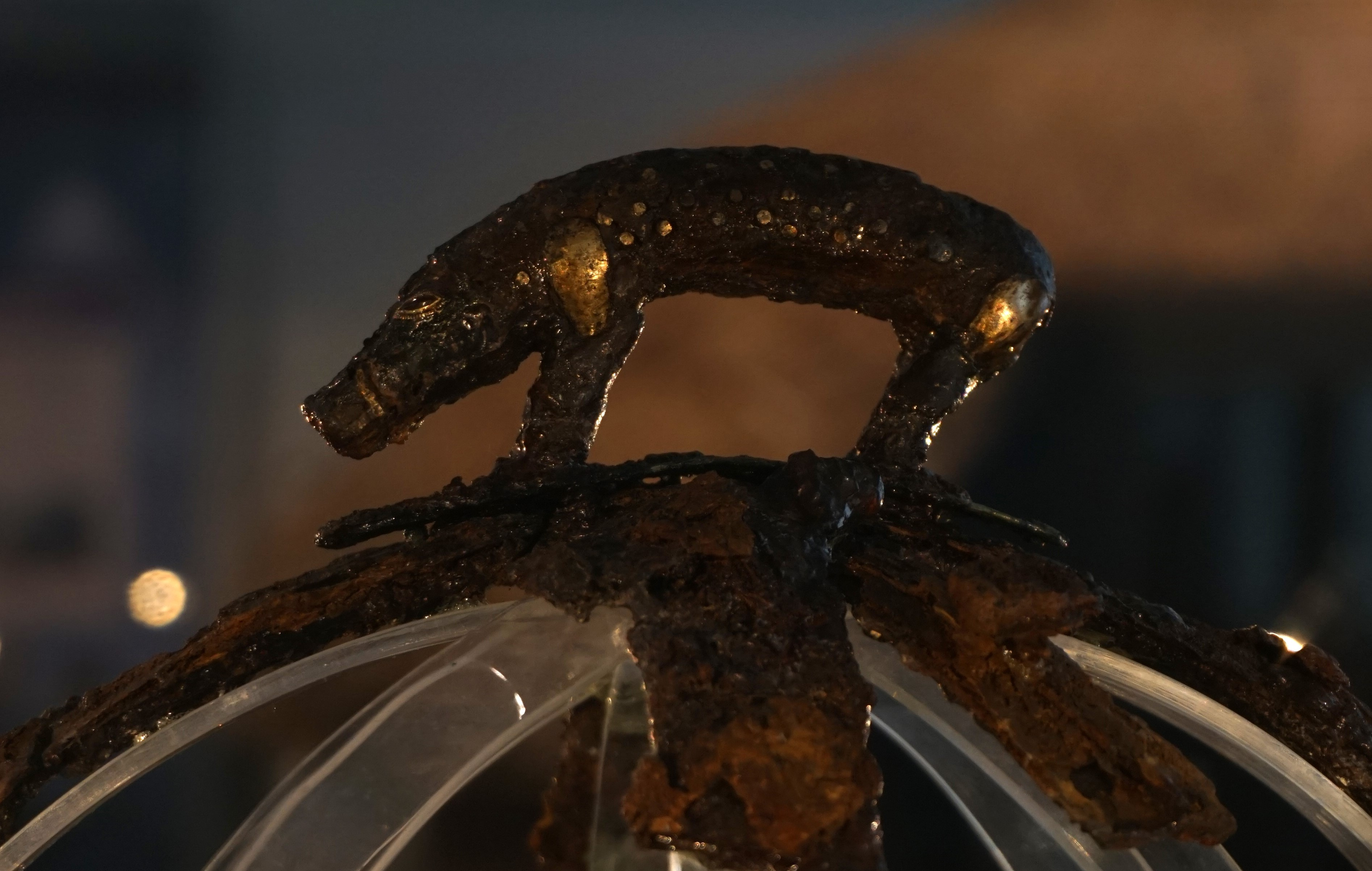
Creasta mistrețului de aproape

Coiful a fost realizat în perioada de început a creștinismul în Anglia anglo-saxonă, și prezintă atât motive creștine, cât și motive păgâne. Mistrețul invoca o tradiție păgână, iar crucea o credință creștină. 
Britania romană a fost convertită oficial la creștinism în secolul al IV-lea, deși păgânismul celtic a rămas puternic. În secolul al V-lea, Irlanda a fost convertită de misionarii britanici, iar în 563, misionarii irlandezi cu sediul în mănăstirea Iona⁠(d) de pe coasta de vest a Scoției au început convertirea picților. Creștinismul aproape că a dispărut în sudul Marii Britanii după cucerirea acesteia de către păgânii anglo-saxoni în secolele V și VI, cu excepția zonelor celtice supraviețuitoare din sud-vestul Angliei și Țara Galilor. În 597, Papa Grigore cel Mare a trimis Misiunea Gregoriană în Kent pentru a începe conversia anglo-saxonilor. Aceasta a convertit rapid regate până la nord de Northumbria, dar succesul inițial a fost adesea urmat de o perioadă de apostazie și, în mai multe cazuri, convertirea finală a fost realizată de misionarii irlandezi din Iona. Nu se știe dacă Pecsæte au fost convertiți de adepți ai tradiției celtice romane sau irlandeze.
Coiful de la Benty Grange a fost realizat în această perioadă de schimbare, după cum o demonstrează afișarea sa sincretică. Acesta accentuează elementul păgân, un mistreț mare dominând o cruce mică. Este posibil ca crucea să nu fie neapărat un indiciu al credinței creștine; în schimb, este posibil să fi fost aleasă pentru efectul său amuletic. Indiferent de politica din spatele convertirii religioase, câmpul de luptă nu era un loc de discriminare împotriva zeilor.

### Mistrețul

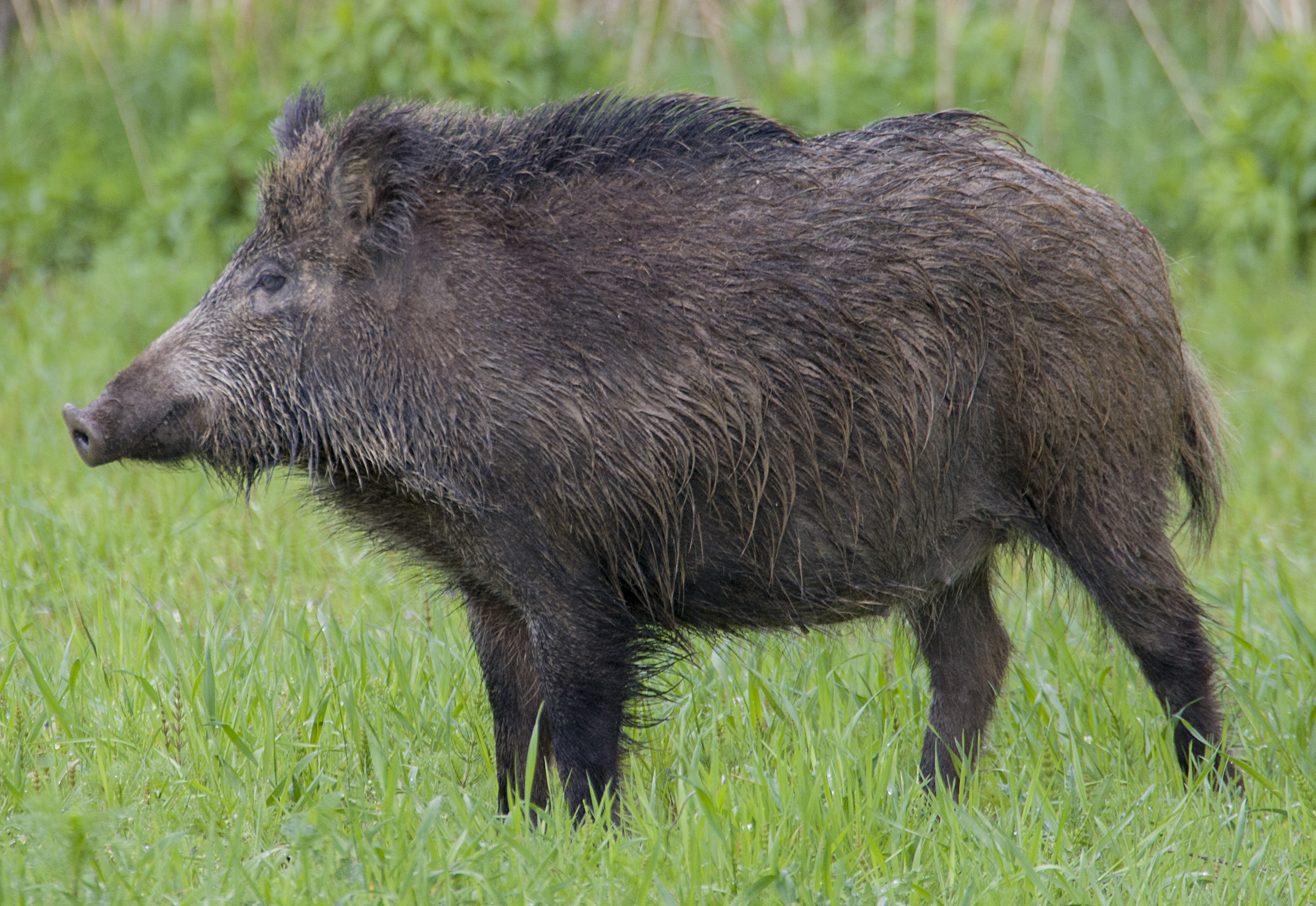
Un mistreț din Europa Centrală

Mistrețul a avut o importanță simbolică în Europa preistorică, unde, potrivit arheologului Jennifer Foster⁠(d), a fost „venerat, elogiat, vânat și mâncat ... timp de milenii, până la dispariția sa virtuală în timpul istoric recent.” Simbolurile anglo-saxone ale mistreților urmează o mie de ani de iconografie similară, venind după exemplele culturii La Tène din secolul al IV-lea î.Hr., exemplarele galilor trei secole mai târziu, iar mistreții romani în secolul al IV-lea d.Hr.  Ei reprezintă probabil o tradiție fuzionată a culturilor europene și mediteraneene. Se spune că mistrețul a fost sacru pentru o figură de zeiță mamă printre comunitățile celtice lingvistice din Epoca Fierului în Europa, în timp ce istoricul roman Tacit, scriind în jurul secolului I d.Hr., a sugerat că Balticii Aesti⁠(d) purtau simboluri de mistreț în luptă pentru a invoca protecția ei.
Coifuri cu creastă de mistreț sunt reprezentate pe cazanul de la Gundestrup de la începutul mileniului, descoperit în Danemarca, și pe o placă din Torslunda din Suedia, realizată 500 de ani mai târziu. Romanii au inclus, de asemenea, mistrețul ca unul dintre numeroasele lor simboluri - patru legiuni, inclusiv cea de-a douăsprezecea, l-au adoptat ca emblemă. Mistrețul a persistat în tradiția germanică continentală în timpul celor aproape 400 de ani de dominație romană în Marea Britanie, cum ar fi în asociere cu zeii scandinavi Freyja și Freyr. Revenirea sa în prim-plan în perioada anglo-saxonă, reprezentată de mistreții din Benty Grange, Wollaston, Guilden Morden și Horncastle, poate sugera, prin urmare, reintroducerea postromană a unei tradiții germanice din Europa, mai degrabă decât continuarea unei tradiții în Marea Britanie timp de 400 de ani de dominație romană. Indiferent de simbolismul său precis, mistrețul anglo-saxon pare să fi fost asociat cu protecția; poetul Beowulf clarifică acest lucru, scriind că simbolurile mistrețului de pe coifuri veghează asupra războinicilor care le poartă.

### Creste de mistreț înBeowulf

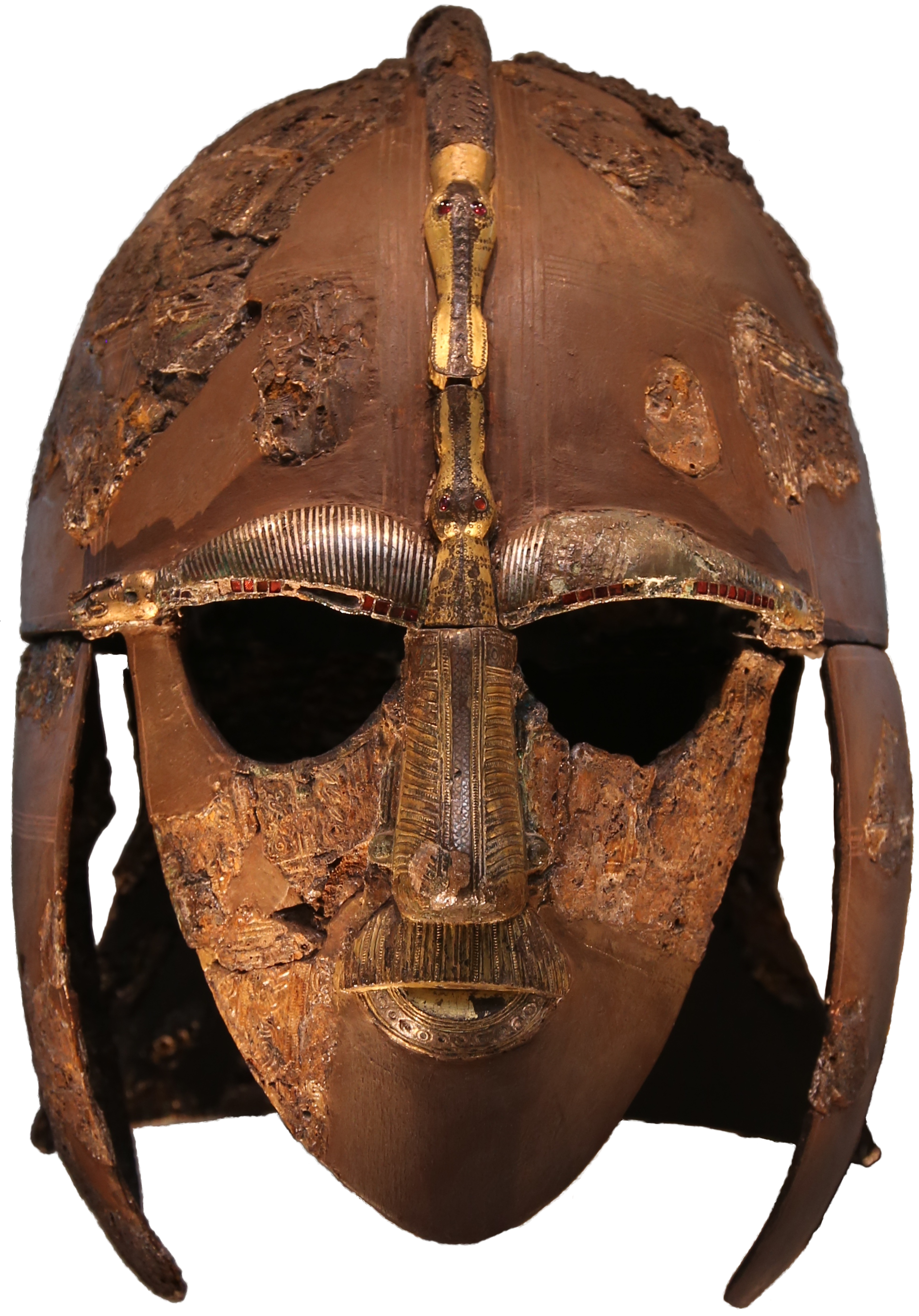
prezintă celălalt stil de mistreț menționat în Beowulf.

Coiful Benty Grange amintește de poemul anglo-saxon Beowulf, în care coifurile împodobite cu mistreți sunt menționate de cinci ori. Trei pasaje par să descrie exemple care, precum coiful de la Benty Grange, sunt acoperite cu un mistreț liber. După ce Æschere⁠(d) este ucis de mama lui Grendel, lamentația regelui Hrothgar⁠(d) vorbește despre astfel de coifuri:
Devastarea provocată de mama lui Grendel invocă în sine un coif cu creastă de mistreț, deoarece „atacul ei a fost mai mic doar cu atât mai mult cu cât forța unui războinic amazoană este mai mică decât cea a unui om înarmat, atunci când sabia grea, cu tăișul forjat și lama strălucitoare îmbibată în sânge, retează creasta robustă de mistreț de pe coif” (Wæs se gryre læssa efne swa micle, swa bið mægþa cræft, wiggryre wiveses be wæpnedmen, þonne heoru bunden, hamere geþruen, sweord swate fah swin ofer helme ecgum dyhtig andweard scireð.) 
Aceste două pasaje se referă probabil la steme de mistreț precum cele găsite pe coifurile de la Benty Grange și de pa Wollaston, și mistrețul detașat de la Guilden Morden.